# Jack Off Jill
Jack Off Jill fue una banda estadounidense de Riot grrrl originaria de Florida activa entre 1992 y el 2000, teniendo tan solo dos miembros permanentes desde su fundación: Jessicka Fodera y Robin "Agent" Moulder.

## Fundación y primeros años
En 1991, tras varios intentos fallidos de formar una banda, la vocalista Jessicka Fodera (17) y la baterista Tenni Arslynian (conocida como Tenni Ah Cha Cha) se conocieron en la secundaria Piper High School de la ciudad de Sunrise intercambiando discos de L7 y Babes in Toyland. De mutuo acuerdo comenzaron a buscar posibles interesadas en formar una banda completamente femenina. Completaron la formación con Robin Moulder en el bajo y Michelle “InHell” Oliver en guitarra. La primera formación tenía por nombre Jack In Jill; el “Off” del título sería agregado más tarde por Jessicka debido a la recomendación hecha por un entonces desconocido Brian Warner, que era un amigo cercano de las integrantes de la banda; Posteriormente, Warner produciría los primeros demos de la banda y tocaría ocasionalmente con ellas. 
La primera aparición pública de Jack Off Jill fue hecha el 13 de febrero de 1992, invitadas por Warner a abrir un concierto de su banda, Marilyn Manson And The Spooky Kids, junto con Satanic Love Revival y The Shrooms. Durante este primer período desarrollaron una potente (y sádica) puesta en escena, en la que la voz angelical de Fodera se mezclaba con los sonidos punk y agresivos propios de la banda, sumado a los diversos artificios que utilizaban: sangre real, dulces, navajas y disfraces de conejo...
No tardó demasiado para que comenzaran a producir sus primeras demos: “My Cat/ Swollen”, “Girl Scout”, "Children 5 and Up", "The Boygrinder Sessions", "Cannibal Song Book", y "Cockroach Waltz".

## Sexless Demons and Scars
El 8 de abril de 1994, las Jack Off Jill tocaron Junto a Babes in Toyland y 7 Year Bitch para un concierto de beneficencia llamado Rock Against Domestic Violence. La baterista de Babes in Toyland, Lori Barbero, las instó a firmar para su firma, Spanish Fly, lo cual no llegó a buen puerto. Sin embargo, las demos de Jack Off Jill empezaron a llamar la atención de los productores de allí en adelante. Finalmente firmaron con Risk Records en enero de 1997.
Después de haber trabajado cerca de ocho meses, en septiembre del mismo año, lanzaron su primer larga duración, “Sexless Demons and Scars”, producido por el líder de Gumball, Don Fleming.
Después de un relativo éxito yendo de gira junto a Lords of Acid, las Jack Off Jill grabaron “Covetous Creature”, una corta duración de siete remixes de canciones viejas de la banda, junto con Scott Putesky (uno de los miembros fundadores de Marilyn Manson and the Spooky Kids) en la guitarra y Claudia Rossi en la batería. Posteriormente siguieron en gira con Switchblade Symphony y Psychotica.

## Discografía
- Sexless Demons & Scars (1997)
- Covetous Creature (1998) (remixes)
- Clear Hearts, Grey Flowers (2000)
- Humid Teenage Mediocrity 1992-1995 (recopilación)

- Datos: Q1677151